# Новак Григорій Ірмович
Григо́рій І́рмович Но́вак (* 5 березня 1919, Чорнобиль, Радомисльський повіт, УНР — † 10 червня 1980, Москва, РРФСР) — український важкоатлет, артист цирку, десятиразовий чемпіон Радянського Союзу з важкої атлетики в різних вагових категоріях, перший радянський чемпіон світу — Париж, 1946.

## Життєпис
На початку 1930-х років родина переїздить до Києва, проживали на Софіївській улиці. Працювати почав після закінчення семирічки, з батьком копали котловани на будівництві.
В 1933—1936 роках виступав у цирку з акробатичними номерами та жонглюючи гирями.
1937 року прийшов до київського клубу «Харчовик», в 1938-му тренер переводить його до штангістів, товариство «Динамо».
1939 року стає чемпіоном УРСР у напівсередній ваговій категорії та зайняв друге місце на чемпіонаті СРСР.
У 1940 році вижав 120,9 кілограмів — світовий рекорд в напівсередній вазі; літом того ж року в Мінську стає чемпіоном СРСР.
В часі нацистсько-радянської війни лейтенанту Новаку відмовлено йти добровольцем на фронт; у Новосибірську займався підготовкою лижних частин — як начальник фізичної підготоки Будинку червоної армії.
І в часі війни не припиняв атлетичної роботи — в квітні 1942 року вижав 128,7-кілограмову штангу, покращивши світовий рекорд на 13,2 кілограма.
Встановив 69 світових рекордів — у тому числі в триборстві для середньої ваги (1946; 425 кг). Заслужений майстер спорту — 1945, заслужений артист РСФСР — 1969.
1946 року в паризькому палаці «Шайо» приніс радянській команді перемогу із світовими рекордами в кожному русі та в сумі.
Чемпіон Європи — 1947, у Гельсінкі встановив рекорд в жимі — 139 кілограмів.
Чемпіон СРСР — 1940, з 1943 по 1946, у 1948, 1949, 1951 — в різних вагових категоріях.
Нагороджений 2 орденами «Знак Пошани», медалями.
У 1952 році, в часі сумнозвісної «антикосмополітичної» кампанії, проти першого радянського чемпіона світу, срібного призера Олімпійських ігор у Хельсінкі — сума в триборстві у напівважкій вазі 410 кг, поступився американцю Норберту Шеманскі, сфабрикували «персональну справу». З Новака зняли звання заслуженого майстра спорту, дискваліфікували, відмінили виплату 500 тисяч рублів за раніше встановлені рекорди; влаштували «персональну справу» й його батьку Ірмі Новаку, забрали партійний квиток — він в анкеті не вказав про свого брата, що проживав у Франції.
По тому Григорій став силовим акробатом у цирку — гирі, штанга, акробатика. Виступав, зокрема, в Челябінському цирку. Тримав партнера по виступах у витягнутій руці, присідаючи; брав двопудову гирю та поперемінно вижимав то її, то партнера. Тримав на ногах важку металеву ферму з треком, по котрій четверо партнерів їздили на мотоциклі. Чавунне ядро катав по грудях, не торкаючись руками.
Більше 100 разів покращував всесоюзні та світові рекорди.
1962 року заснував цирковий атракціон «Атлетична поема», в ньому виступав із двома синами — Аркадієм (майстер спорту, рекордсмен СРСР по важкій атлетиці серед юнаків) та Романом.
Похований на Востряковському кладовищі.
Після закінчення виступів на манежі виступав в розмовному жанрі з короткими оповідками про своє спортивне життя — цикл «Цирк та спорт». Сам писав тексти своїх виступів та вірші. Пісня «Сильними стають» на його вірші, була свого часу досить популярною.
Його ім'я внесене до Міжнародної Зали Слави єврейського спорту в Ізраїлі.
Помер від інфаркту, після його смерті проведений розтин посвідчив, що він за своє життя переніс 10 (!) інфарктів.